# さまよう青春
『さまよう青春』（原題：Loving You）は、1957年に公開されたアメリカ合衆国の映画。エルヴィス・プレスリーが主演し、プレスリー自身の伝記的な内容の作品となっている。

## キャスト
※括弧内は日本語吹替（テレビ版）
- ディーク・リバース：エルヴィス・プレスリー（広川太一郎）
- グレンダ・マークル：リザベス・スコット
- テックス・ワーナー：ウェンデル・コーリイ
- カール・ミード：ジェームズ・グリーソン
- スーザン・ジェサップ：ドロレス・ハート